# Gideon Turner
Gideon Turner (ur. 1973 roku w Londynie) – brytyjski aktor teatralny, telewizyjny i filmowy.

## Życiorys
Dorastał w Londynie. Doskonalił się jako fachowy tenisista, zanim zdecydował, że zostanie aktorem. Uczęszczał do Drama Centre w Londynie. Występował w teatrach: New End Theatre, Open Air Theatre, Sheffield Crucible Theatre, Hampstead Theatre, Octagon Theatre oraz Royal National Theatre Tour. W 1997 roku za rolę nastoletniego Cosmo Disneya w inscenizacji Philipa Ridleya The Pitchfork Disney odebrał nagrodę Manchester Evening News dla Najlepszego Nowego Człowieka z przyszłością. Po raz pierwszy na dużym ekranie zagrał w filmie romantycznym "Supeł" (Loop, 1997). W tym samym roku odegrał młodego pasterza Dawida w biblijnym telefilmie Dawid oraz postać księcia Valianta w telewizyjnej wersji baśni Kopciuszek (Cinderella, 2000) z Jane Birkin.

### Życie prywatne
24 lipca 2001 roku ożenił się z Rebeccą Callard.

## Filmografia
- 1992 (serial TV) – jako Ronnie Harvey – Heartbeat – odcinek Frail Mortality
- 1996 (serial TV) – Cheatin' Hearts
- 1997 (TV) – jako Marcus Walwyn – The Stalker's Apprentice
- 1997 – jako Jason – Supeł (Loop)
- 1997 (TV) – jako młody Dawid – Dawid (David)
- 1998 (serial TV) – jako DC Joe Christian – Dangerfield – odcinek Harvest Time
- 1999, 2000 (serial TV) – jako Robin Dunstan – Bad Girls odcinki: Love Rivals (1999), The Victim (1999), Tug of Love (2000) i The Leaving (2000).
- 1999 (serial TV) – jako młody Thomas Partridge – Dalziel and Pascoe odcinek Recalled to Life.
- 1999 (TV) – Książę Valient – Kopciuszek (Cinderella)
- 2000 (serial TV) – jako Jeff Masters – Dark Realm – odcinek She's the One
- 2000 (dokumentalny) – Finches Orange
- 2000 (serial TV) – jako Jeremy McNaughton Starhunter – odcinek Trust.
- 2003 (TV) – jako Didius – Boudica (Warrior Queen)
- 2003 (TV) – jako Richard Cromwell – Cromwell: Warts and All.
- 2006 (serial TV) – jako Alexis – Hotel Babylon